# Marianna Nagy (patinadora de velocidade)
Marianna Nagy (Jászberény, 21 de julho de 1984) é uma patinadora de velocidade em pista curta húngara. Nagy disputou os Jogos Olímpicos de Inverno de 2002 em Turim, competindo nas provas de 500, 1000 e 1500 metros.